# Musée de l’érotisme

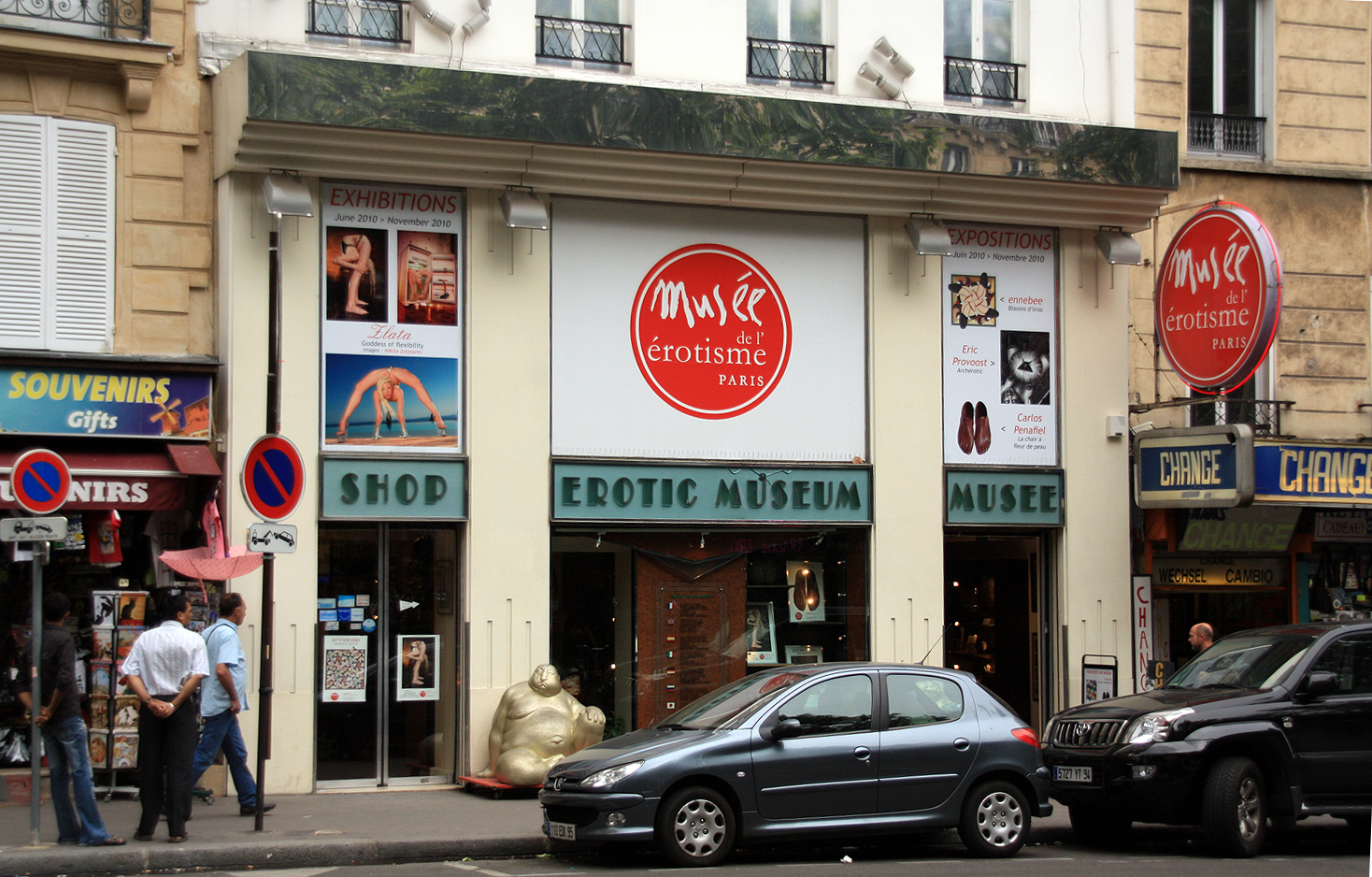
Musée de l’érotisme, Paris

Das Musée de l’érotisme war ein Museum für erotische Kunst in Paris. Es wurde 1997 eröffnet und befand sich im 18. Arrondissement (Boulevard de Clichy Nr. 72), im Vergnügungsviertel Pigalle, in Nachbarschaft zum Moulin Rouge.
Am 6. November 2016 wurden die Ausstellungsstücke versteigert und das Museum geschlossen.

## Sammlung

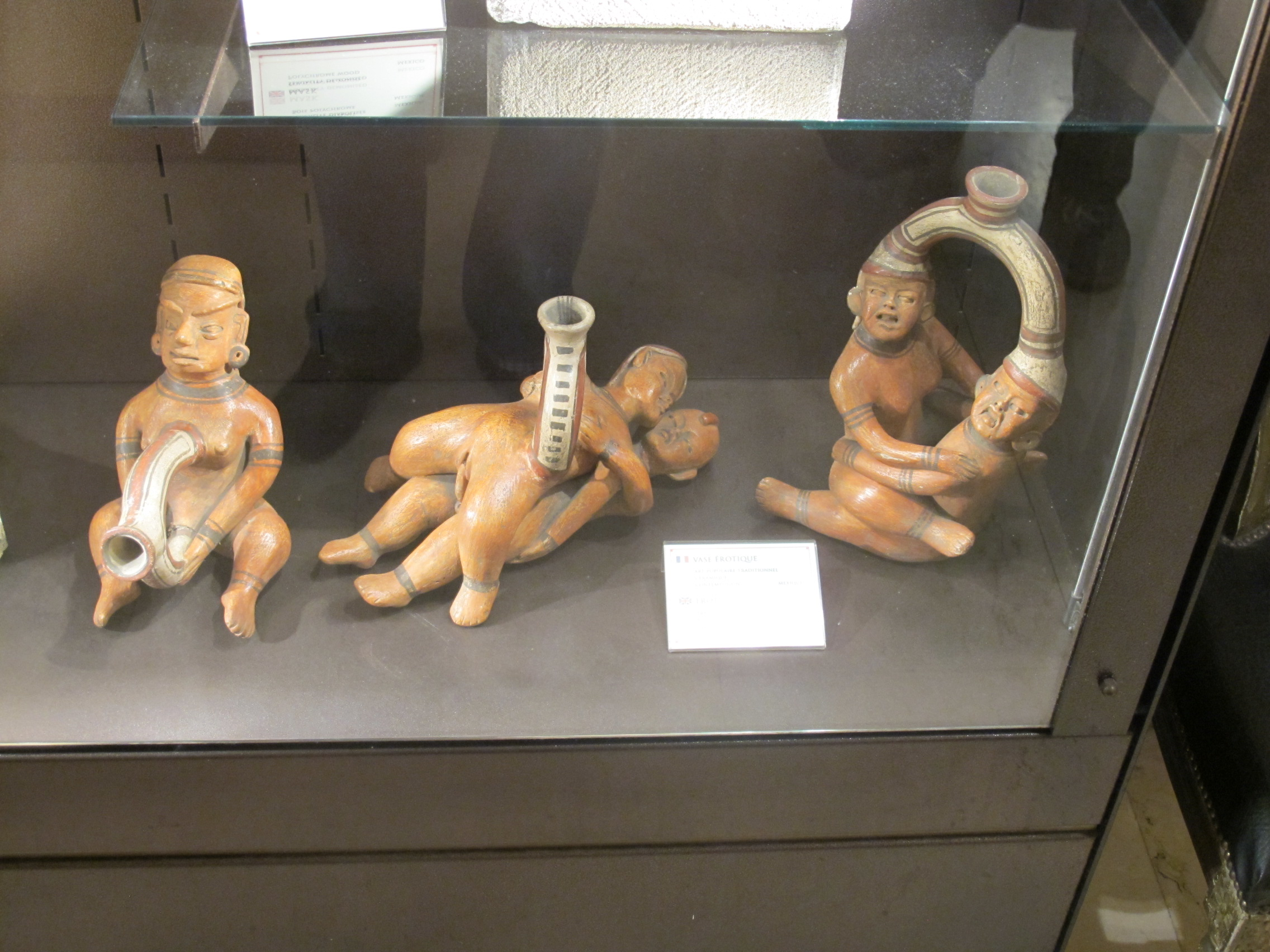
Vase erotique

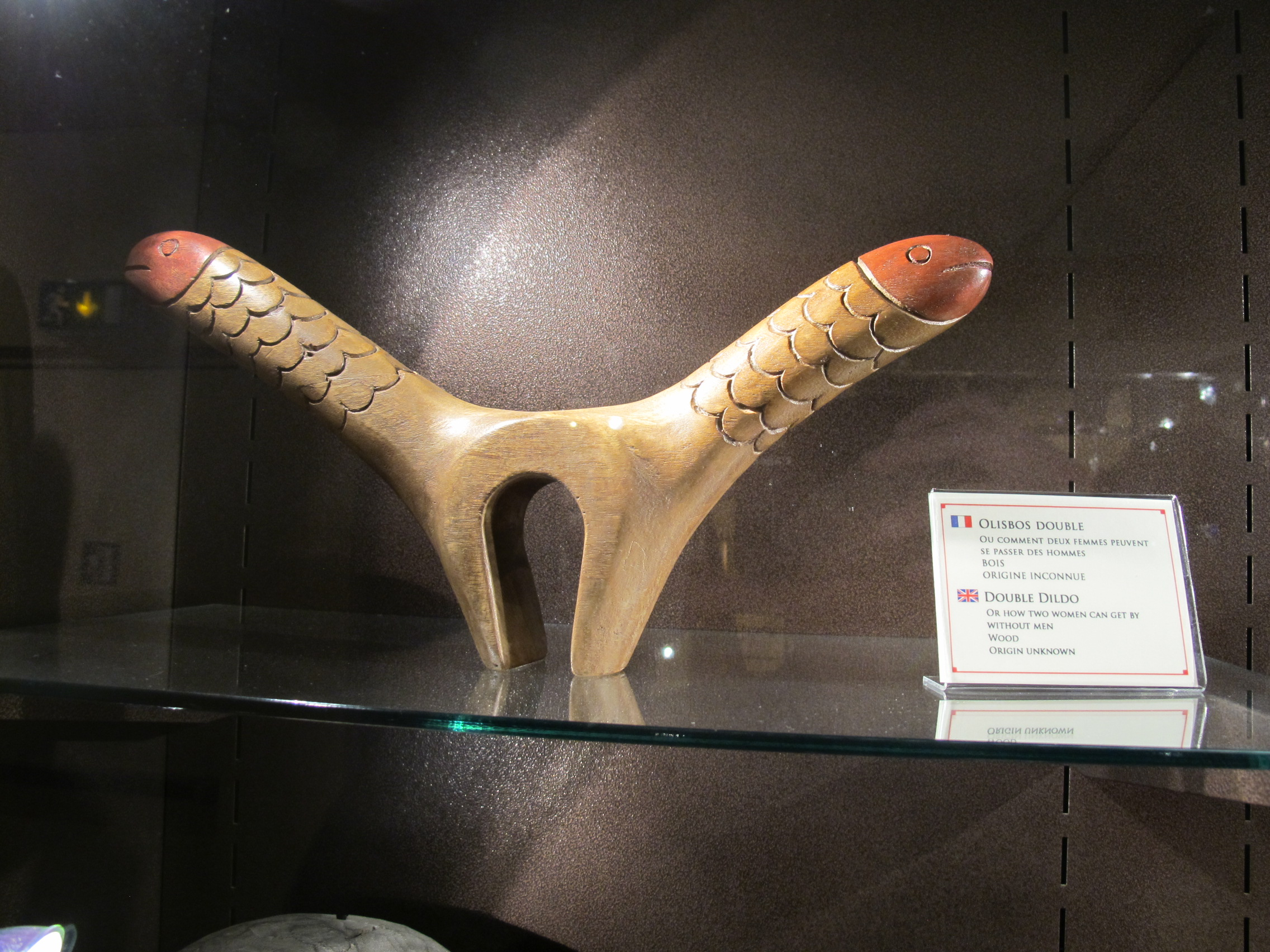
Olisbos double

Die Sammlung reichte von alter religiöser Kunst aus Indien, Japan und Afrika bis hin zu zeitgenössischer erotischer Kunst und erotischen Kurzfilmen der Stummfilmzeit. Das Haus hatte sieben Ausstellungsebenen. Die ersten beiden widmeten sich der präkolumbianischen, griechischen und asiatischen Phallus- und Fruchtbarkeitssymbolik. Eine Etage thematisierte die Prostitution und Bordelle zur Zeit des 19. und zu Beginn des 20. Jahrhunderts. Die oberen beiden Stockwerke zeigten wechselnde Ausstellungen zeitgenössischer Künstler. Das Museum enthielt 2000 Exponate und hatte jährlich 170.000 – überwiegend weibliche – Besucher.